# 정글피쉬 2
《정글피쉬 2》는 KBS에서 2010년 11월 4일부터 2010년 12월 30일까지 방송된 청소년 드라마이다.
2008년에 방송된 단편 드라마 《정글피쉬》의 스핀오프작으로, 한 명문 고등학교에서 여고생이 자살한 원인을 밝혀내려는 친구들의 이야기를 담아내었다.  다소 어두운 현실의 줄거리와 현대 청소년들의 무거운 고민거리를 소재로 다루어, 국내 드라마 사상 최초로 유일무이하게 SNS 스토링텔링을 도입하였다.
한편, 해당 프로그램 자리에는 1998년 10월 12일부터 월요일 오후 8시 55분에 방송되었으나 2000년 봄 개편 때 일일시트콤(8시 50분)과 2TV 일일극(9시 20분)이 부활됨에 따라 같은 해 5월 7일부터 1TV 일요일 오전 9시로 이동한 《체험 삶의 현장》이 옮겨왔다.

## 줄거리
명문 자율고에서 전교 1등을 독차지하던 한 여고생이 의문의 죽음을 맞는다. 그녀가 죽기 전날에 이별을 선언한 전 남자 친구 민호수는 이 사실을 납득할 수가 없다. 그러던 차에 인터넷 SNS와 휴대폰을 통해 효안에 대한 이상한 의혹에 빠진다. 호수는 다섯 명의 친구들과 함께 그 죽음의 비밀을 파헤치려고 하고, 결국 마주할 수 없는 진실과 마주한다.

## 등장 인물

### 주요 인물
- 홍종현 : 민호수 역
- 박지연 : 서율 역
- 이준 : 안바우 역
- 신소율 : 이라이 역
- 김보라 : 윤공지 역
- 김동범 : 배태랑 역
- 한지우 : 백효안 역

### 주변 인물
풍림고
- 최명경 : 이상용 역
- 고경표 : 봉일태 역
- 이미소 : 유여진 역
- 최우혁 : 스피커 역

가화고
- 류효영 : 정유미 역
- 윤희석 : 정인우 역
- 신서현 : 홍은자 역

그밖의 주변 인물
- 정경호 : 민찬기 역
- 김재우 : 신원탁 역
- 김소영 : 한재은 역

### 그 외 인물
- 이주석 : 서상록 역 - 서율의 아버지
- 김화란
- 남현주
- 김미소
- 정병철
- 이재호
- 선우철
- 김경록
- 박하민
- 이상하
- 윤지호
- 조현찬
- 전소민
- 강신형

## 방영 목록 및 시청률
아래의 파란색 숫자는 '최저 시청률'이고, 빨간색 숫자는 '최고 시청률'입니다. 시청률조사회사와 지역별로 시청률에 차이가 있을 수 있습니다.
| 회차 | 방송 일자        | 부제 (서브 타이틀)               | 시청률 | 시청률 |
| 회차 | 방송 일자        | 부제 (서브 타이틀)               | TNmS   | AGB    |
| ---- | ---------------- | -------------------------------- | ------ | ------ |
| 1화  | 2010년 11월 4일  | 정글의 법칙                      | 4.9%   | 4.1%   |
| 2화  | 2010년 11월 11일 | 파란 약                          | 4.7%   | 4.4%   |
| 3화  | 2010년 11월 25일 | 신데렐라맨                       | 4.8%   | 5.0%   |
| 4화  | 2010년 12월 2일  | 이방인 A                         | 4.6%   | 3.8%   |
| 5화  | 2010년 12월 9일  | 7주 그리고 2일 그리고            | 3.8%   | 4.3%   |
| 6화  | 2010년 12월 16일 | 엇갈린 마음                      | 4.3%   | 3.7%   |
| 7화  | 2010년 12월 23일 | 비밀과 거짓말                    | 4.3%   | 4.6%   |
| 8화  | 2010년 12월 30일 | 정글은 흐림 그리고 맑음 (최종회) | 4.3%   | 4.0%   |

## 결방 사유
- 2010년 11월 18일 : 2010년 아시안 게임 중계 방송 관계로 결방되었다.

## OST
| #            | 제목                         | 가수         | 재생 시간 |
| ------------ | ---------------------------- | ------------ | --------- |
| 1.           | 〈단 한 번만〉               | 민아         | 4:07      |
| 2.           | 〈누가 뭐래도〉              | 초신성       | 3:42      |
| 3.           | 〈점점〉                     | 지연         | 3:48      |
| 4.           | 〈잠들지 않는 꿈〉           | 타루         | 3:08      |
| 5.           | 〈슬픈 예감〉                | 김여희       | 4:05      |
| 6.           | 〈Tommorow〉                 | 유승찬       | 3:26      |
| 7.           | 〈I Can Do It〉              | 타루         | 3:33      |
| 8.           | 〈널 사랑하나 봐〉           | 제나         | 3:33      |
| 9.           | 〈Knockin'on Heaven's Door〉 | 타루         | 3:03      |
| 총 재생 시간 | 총 재생 시간                 | 총 재생 시간 | 32:25     |

## 같이 보기
- 《정글피쉬》
- 정글 피쉬 2 - 극장판